# Deutsche Meisterschaften 1941
Als Deutsche Meisterschaft(en) 1941 oder DM 1941 bezeichnet man folgende Deutsche Meisterschaften, die im Jahr 1941 stattgefunden haben: 
- Deutsche Fechtmeisterschaften 1941
- Deutsche Meisterschaft im Feldhockey 1941 (Damen)
- Deutsche Meisterschaft im Feldhockey 1941 (Herren)
- Deutsche Leichtathletik-Meisterschaften 1941
- Deutsche Meisterschaft im Mannschaftsturnen der Bereiche 1941
- Deutsche Rodelmeisterschaften 1941
- Deutsche Schwimmmeisterschaften 1941
- Deutsche Tischtennis-Meisterschaft 1941
- Deutsche Turnmeisterschaften 1941
- Deutsches Meisterschaftsrudern 1941